# ایستگاه قدیمی قطار اورشلیم

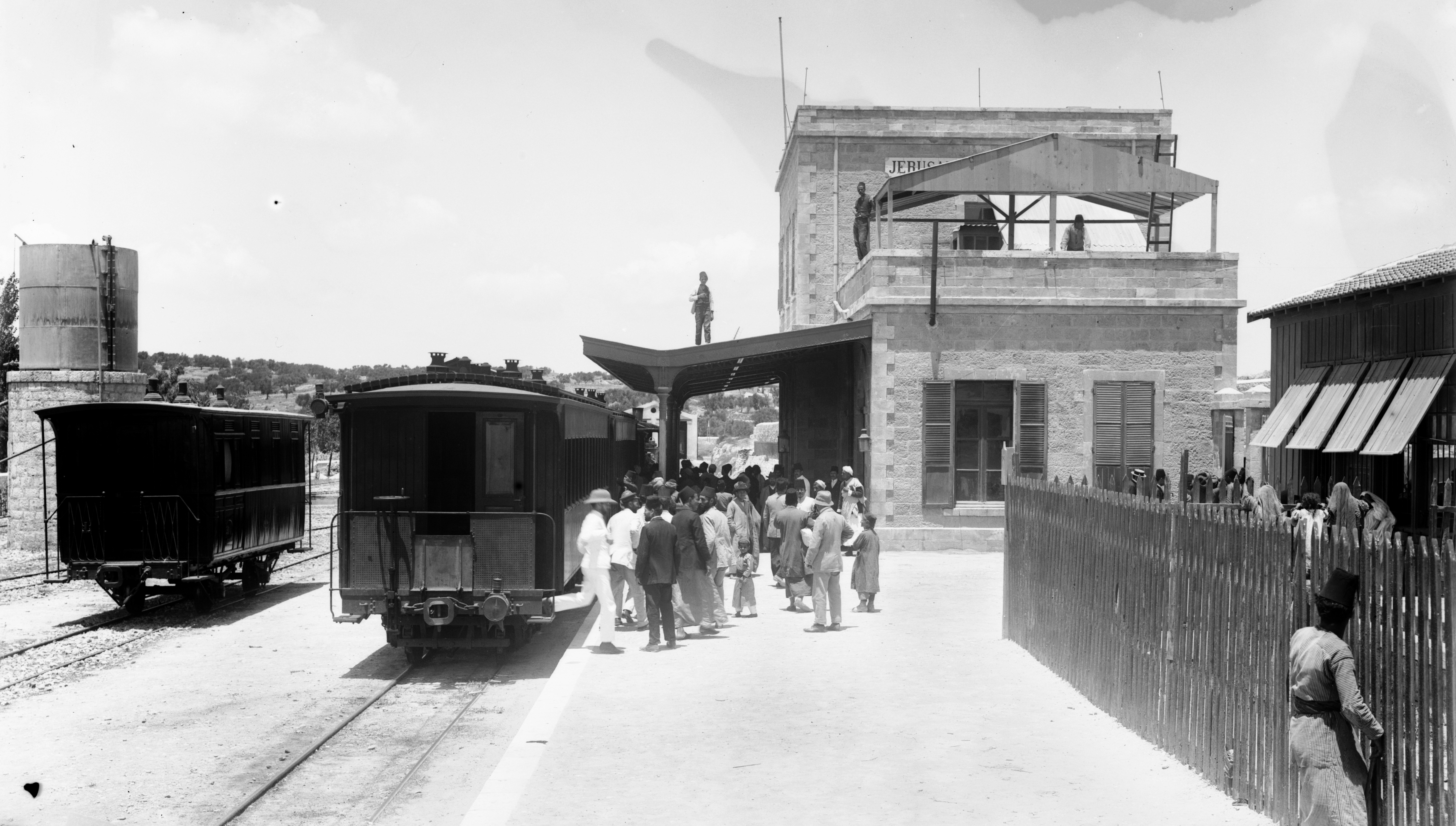
نگاره‌ای از ایستگاه قطار اورشلیم در سال ۱۹۱۴ میلادی.

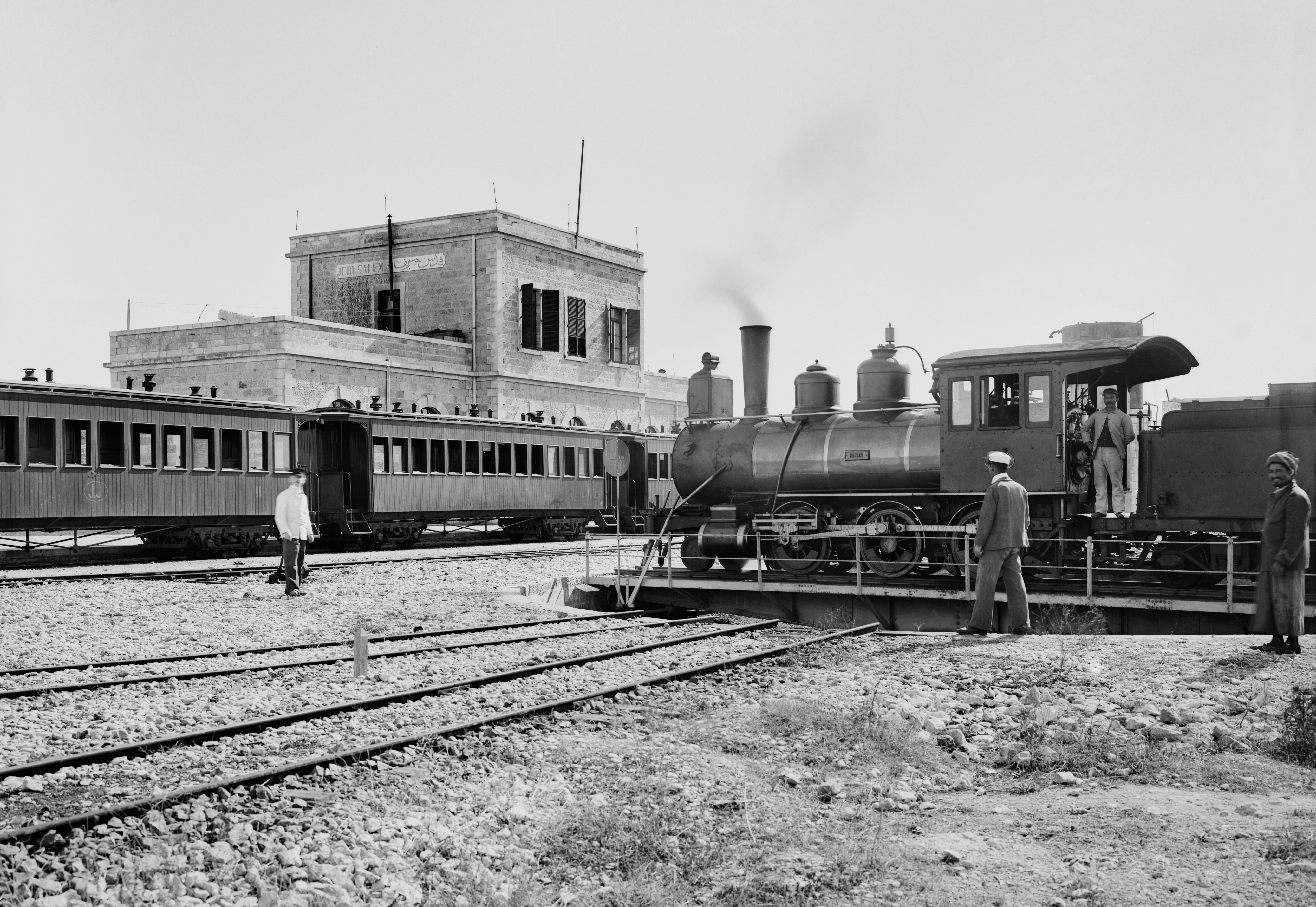
نگاره‌ای از ایستگاه قطار اورشلیم در سال ۱۹۰۰ میلادی.

ایستگاه قطار اورشلیم (به عبری: תחנת הרכבת ירושלים) که به نام ایستگاه قطار خان هم معروف بود، نام یک ایستگاه تاریخی قطار در محدوده محلهٔ آلمانی در بخش غربی اورشلیم است. این ایستگاه در ۲۶ سپتامبر ۱۸۹۲ میلادی افتتاح و در ۱۵ اوت ۱۹۹۸ میلادی بسته شد.
این ایستگاه سابقاً پایانهٔ خط راه‌آهن یافا-اورشلیم در شهر اورشلیم بود. این راه‌آهن دو شهر متصرفه قدس را به یکدیگر مرتبط می‌کرد.